# بخش امبار
بخش امبار (به اسپانیایی: Ambar District) یک سکونتگاه مسکونی در پرو است که در منطقه لیما واقع شده‌است.

## خصوصیات
بخش امبار ۹۱۹٫۴ کیلومترمربع مساحت و ۳٬۰۵۵ نفر جمعیت دارد و ۲٬۰۸۲ متر بالاتر از سطح دریا واقع شده‌است.